# Andrzej Walicki

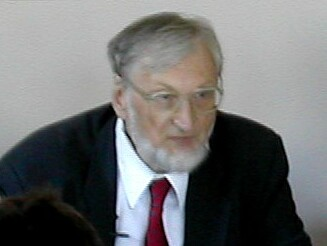
Andrzej Walicki

Andrzej Stanisław Walicki (* 15. Mai 1930 in Warschau; † 20. August 2020 in Warschau) war ein polnischer Historiker. In seinen wissenschaftlichen Untersuchungen beschäftigte er sich vorwiegend mit der Ideengeschichte, insbesondere der polnischen und russischen Ideengeschichte des 19. und frühen 20. Jahrhunderts.

## Leben
Walicki studierte an der Universität Warschau, wo er 1953 den Magister erwarb und 1957 promovierte. Von 1958 bis 1960 dozierte er am Lehrstuhl für Soziologie der Universität Warschau und von 1960 bis 1981 am Institut für Philosophie und Soziologie an der Polnischen Akademie der Wissenschaften. 1964 habilitierte er und war ab 1972 Professor am Institut für Philosophie und Soziologie der Polnischen Akademie der Wissenschaften. Von 1981 bis 1986 arbeitete er als wissenschaftlicher Mitarbeiter an der Australian National University in Canberra. Ab 1986 dozierte er an der University of Notre Dame in den USA. 1993 erhielt er die Staatsbürgerschaft der Vereinigten Staaten. Ab 1994 war er Mitglied der Polnischen Akademie der Wissenschaften. Ab 1999 war er Professor emeritus an der University of Notre Dame.
Bis 1983 war er Herausgeber der Zeitschrift Archiwum Historii Filozofii i Myśli Społcznej.
Er war der Sohn des Kunsthistorikers Michał Walicki.

## Publikationen (Auswahl)
- W kręgu konserwatywnej utopii, 1964
- Filozofia a mesjanizm, 1970
- Między filozofią, religią a polityką, 1983
- Polska, Rosja, marksizm, 1983
  - Filozofia prawa rosyjskiego liberalizmu, 1995
- Trzy patriotyzmy, 1991
- Aleksander Hercen – kwestia polska i geneza pewnych stereotypów, 1991
- Zniewolony umysł po latach, 1993
  - Marksizm i skok do królestwa wolności. Dzieje komunistycznej utopii, 1996
- Rosja, katolicyzm i sprawa polska, 2002

englisch
- The Slavophile controversy: history of a conservative utopia in nineteenth-century Russian thought (1975)
- A history of Russian thought from the enlightenment to Marxism (1979)
- Philosophy and romantic nationalism: the case of Poland (1982)
- Legal philosophies of Russian liberalism (1987)
- The three traditions in Polish patriotism and their contemporary relevance (1988)
- The Enlightenment and the birth of modern nationhood: Polish political thought from Noble Republicanism to Tadeusz Kosciuszko (1989)
- Stanisław Brzozowski and the Polish beginnings of «Western Marxism» (1989)
- Russia, Poland, and universal regeneration: studies on Russian and Polish thought of the romantic epoch (1991)
- Poland between East and West: the controversies over self-definition and modernization in partitioned Poland (1994)
- Marxism and the leap to the kingdom of freedom: the rise and fall of the Communist utopia (1995)

## Nominierungen und Auszeichnungen
- 1997: Balzan-Preis für Geschichte
- 1997: Finalist des Nike-Literaturpreises für Marksizm i skok do królestwa wolności
- 2008: Finalist des Nike-Literaturpreises für Rosja, katolicyzm i sprawa polska